# گونتر گلومب
گونتر گلومب (انگلیسی: Günther Glomb; ۱۷ اوت ۱۹۳۰ – ۱۳ اوت ۲۰۱۵) بازیکن فوتبال اهل آلمان بود.
از باشگاه‌هایی که در آن بازی کرده‌است می‌توان به باشگاه فوتبال نورنبرگ اشاره کرد.